# Giro dei Paesi Baschi 1973
Il Giro dei Paesi Baschi 1973, tredicesima edizione della corsa, si svolse dal 9 aprile al 13 aprile 1973 su un percorso di 824 km (poi ridotti a 639 causa annullamento seconda tappa) ripartiti in cinque tappe (la quarta suddivisa in due semitappe). La vittoria fu appannaggio dello spagnolo Luis Ocaña, che completò il percorso in 17h46'21", precedendo i connazionali José Antonio González Linares e Domingo Perurena. 
I corridori che partirono da Eibar furono 48 (appartenenti a 5 squadre: 3 spagnole, Kas, La Casera e Monteverde, una francese, la Bic e una portoghese, la Coelima Benfica), mentre coloro che tagliarono il traguardo finale furono 37.

## Tappe
| Tappa  | Data      | Percorso                                | km  | Vincitore di tappa | Leader cl. generale |
| ------ | --------- | --------------------------------------- | --- | ------------------ | ------------------- |
| 1ª     | 9 aprile  | Eibar > Durango                         | 163 | Julián Cuevas      | Julián Cuevas       |
| 2ª     | 10 aprile | Durango > Mungia                        | 185 | Annullata          | Julián Cuevas       |
| 3ª     | 11 aprile | Vitoria-Gasteiz > Pamplona              | 152 | Domingo Perurena   | Domingo Perurena    |
| 4ª-1   | 12 aprile | Pamplona > Lekunberri                   | 110 | Javier Elorriaga   | Domingo Perurena    |
| 4ª-2   | 12 aprile | Lekunberri > Tolosa (Cron. individuale) | 33  | Luis Ocaña         | Luis Ocaña          |
| 5ª     | 13 aprile | Tolosa > Eibar                          | 181 | Domingo Perurena   | Luis Ocaña          |
| Totale | Totale    | Totale                                  | 639 |                    |                     |

## Classifiche finali

### Classifica generale
| Pos. | Corridore            | Squadra    | Tempo    |
| ---- | -------------------- | ---------- | -------- |
| 1    | Luis Ocaña           | Bic        | 17h46'21 |
| 2    | José A. González     | KAS        | a 40"    |
| 3    | Domingo Perurena     | KAS        | a 1'43"  |
| 4    | José Pesarrodona     | KAS        | a 3'38"  |
| 5    | Jesús Manzaneque     | La Casera  | a 4'21"  |
| 6    | Juan Zurano          | La Casera  | a 4'50"  |
| 7    | Ventura Díaz         | Monteverde | a 5'16"  |
| 8    | Julián Cuevas        | La Casera  | a 5'55"  |
| 9    | José Luis Uribezubia | KAS        | a 6'22"  |
| 10   | Gonzalo Aja          | KAS        | a 6'26"  |